# Breviario Partigiano
Breviario Partigiano 1945-2015 è il quarto album in studio del gruppo musicale art rock italiano Consorzio Suonatori Indipendenti, pubblicato sotto il nome di Post-CSI il 25 aprile 2015 dalla Tannen Records per disco in vinile e dalla Universal Music Group per CD e DVD.

## Descrizione
L'album è composto da 6 nuovi brani originali, 3 brani eseguiti dal vivo, e da un DVD con il film Il nemico - Un breviario partigiano di Federico Spinetti.

## Tracce
CD
Testi di Massimo Zamboni eccetto dove indicato, musiche di Francesco Magnelli, Massimo Zamboni, Gianni Maroccolo e Giorgio Canali eccetto dove indicato.
1. Il nemico – 6:03
2. Vorremmo esserci – 3:07 (Massimo Zamboni)
3. Guardali negli occhi (Live) – 8:18 (testo: Giovanni Lindo Ferretti)
4. Senza domande – 4:13
5. Linea Gotica (Live) – 5:53 (testo: Giovanni Lindo Ferretti)
6. In rotta – 4:44 (Massimo Zamboni)
7. Breviario partigiano – 6:22
8. Cupe vampe (Live) – 5:48 (testo: Giovanni Lindo Ferretti)
9. Ventinove Febbraio – 3:40 (musica: Loris Antoniazzi, Massimo Zamboni)

Durata totale: 48:08
DVD
1. Il nemico - Un breviario partigiano – 80:00

## Formazione
- Massimo Zamboni - chitarra, voce
- Giovanni Lindo Ferretti - voce (traccia 3, 5, 8)
- Angela Baraldi - voce
- Simone Filippi - batteria
- Giorgio Canali - chitarra, violino, voce
- Gianni Maroccolo - basso, chitarra acustica
- Francesco Magnelli - tastiere, voce